# Festival Internacional de Cine de Venecia de 1957
La 18ª Mostra de Venecia se celebró del 25 de agosto al 8 de septiembre de 1957.

## Jurado
Internacional
- René Clair (Presidente)[2]
- Vittorio Bonicelli
- Ettore Giannini
- Penelope Houston
- Arthur Knight
- Miguel Pérez Ferrero
- Ivan Pyryev

Mostra del Film per Ragazzi
- Giovanni Mosca (Presidente)
- Georges Rouquier
- John Halas
- Hubert Schonger
- Klimov

Mostra del Film Documentario
- Jerzy Toeplitz (Presidente)
- John Maddison
- Gene Moskowitz
- Folco Quilici

Mostra Internazionale del Cinegiornale
- Tommaso Fattorosi (Presidente)
- Miguel De Echarry
- Vittorio Sala

Giornata del Film Europeo
- Eugenio Gatto (Presidente)
- Peter Seabourne
- Paul Levy
- Jean Rabier
- Costantino Onorati
- Massimo Rendina
- Enrico Giannelli
- Francesco Tagliamonte

## Películas

### Sección oficial
Las películas siguientes se presentaron en la sección oficial:
| Título en español              | Título original            | Director(es)       | País        |
| ------------------------------ | -------------------------- | ------------------ | ----------- |
| Nessaa fi hayati               | Nessaa fi hayati           | Fatin Abdulwahhab  | Egipto      |
| Aparajito                      | Aparajito                  | Satyajit Ray       | India       |
| Si tú estuvieras               | I sogni nel cassetto       | Renato Castellani  | Italia      |
| Trono de sangre                | Kumonosu-jô                | Akira Kurosawa     | Japón       |
| La historia de Esther Costello | The Story of Esther        | David Miller       | Reino Unido |
| La sombra                      | Cien                       | Jerzy Kawalerowicz | Polonia     |
| Noches blancas                 | Le notti bianche           | Luchino Visconti   | Italia      |
| Malva                          | Malva                      | Vladimir Braun     | URSS        |
| Kanal                          | Kanal                      | Andrzej Wajda      | Polonia     |
| Oeil pour oeil                 | Oeil pour oeil             | André Cayatte      | Francia     |
| Sangre sobre la tierra         | Something of Value         | Richard Brooks     | EE. UU.     |
| Samo ljudi                     | Samo ljudi                 | Branko Bauer       | Yugoslavia  |
| Ubaguruma                      | Ubaguruma                  | Tomotaka Tasaka    | Japón       |
| Un ángel pasó por Brooklyn     | Un ángel pasó por Brooklyn | Ladislao Vajda     | España      |
| Un sombrero lleno de lluvia    | A Hatful of Rain           | Fred Zinnemann     | EE. UU.     |
| Los salvajes                   | Los salvajes               | Rafael Baledón     | México      |
| Amarga victoria                | Bitter Victory             | Nicholas Ray       | EE. UU.     |

Informativa
| Título en español             | Título original                 | Director(es)                       | País           |
| ----------------------------- | ------------------------------- | ---------------------------------- | -------------- |
| Doce hombres sin piedad       | 12 Angry Men                    | Sidney Lumet                       | EE. UU.        |
| Albert Schweitzer             | Albert Schweitzer               | Jerome Hill                        | EE. UU.        |
| Amor en domingo               | Bakaruhában                     | Imre Fehér                         | Hungría        |
| Città di notte                | Città di notte                  | Leopoldo Trieste                   | Italia         |
| El abuelo automóvil           | Dedecek automobil               | Alfréd Radok                       | Checoslovaquia |
| El maestro                    | El maestro                      | Aldo Fabrizi, Luis María Delgado   | España         |
| Ruta infernal                 | Hell Drivers                    | Cy Endfield                        | Reino Unido    |
| El grito                      | Il grido                        | Michelangelo Antonioni             | Italia         |
| Noche de carnaval             | Karnavalnaya noch               | Eldar Ryazanov                     | URSS           |
| L'amour est en jeu            | L'amour est en jeu              | Marc Allégret                      | Francia        |
| Le cas du Docteur Laurent     | Le cas du Docteur Laurent       | Jean-Paul Le Chanois               | Francia        |
| L'oceano ci chiama            | L'oceano ci chiama              | Giorgio Ferroni, Giovanni Roccardi | Italia         |
| Milagro en el Soho            | Miracle in Soho                 | Julian Amyes                       | Reino Unido    |
| Mort en fraude                | Mort en fraude                  | Marcel Camus                       | Francia        |
| Nagasugita haru               | Nagasugita haru                 | Shigeo Tanaka                      | Japón          |
| Paradiso terrestre            | Paradiso terrestre              | Luciano Emmer, Robert Enrico       | Italia         |
| Patrouille de choc            | Patrouille de choc              | Claude Bernard-Aubert              | Francia        |
| Generación                    | Pokolenie                       | Andrzej Wajda                      | Polonia        |
| El verdadero fin de la guerra | Prawdziwy Koniec Wielkiej Wojny | Jerzy Kawalerowicz                 | Polonia        |
| Rendez-vous à Melbourne       | Rendez-vous à Melbourne         | René Lucot                         | Francia        |
| Tierra de hombres             | Tierra de hombres               | Ismael Rodríguez                   | México         |
| Todo sea para bien            | Todo sea para bien              | Carlos Rinaldi                     | Argentina      |
| Un traje blanco               | Un traje blanco                 | Rafael Gil                         | España         |

## Premios[5]
- León de Oro: Aparajito de Satyajit Ray
- Copa Volpi al mejor actor: Anthony Franciosa por Un sombrero lleno de lluvia
- Copa Volpi a la mejor actriz: Dzidra Ritenberga por Malva
- Premio New Cinema: 
  - Mejor película: Aparajito de Satyajit Ray
  - Mejor actor: Anthony Franciosa por Un sombrero lleno de lluvia
  - Mejor actriz: Eva Marie Saint por Un sombrero lleno de lluvia
- Premio San Jorge: Sangre sobre la tierra de Richard Brooks
- Premio FIPRESCI: Aparajito de Satyajit Ray
- Premio Pasinetti: Un sombrero lleno de lluvia de Fred Zinnemann
- Mejor cortometraje - mención especial: Ramuz, passage d'un poète de Alain Tanner